# Minh Hạc
Minh Hạc là một xã thuộc huyện Hạ Hòa, tỉnh Phú Thọ, Việt Nam.
Xã có diện tích 5,37 km², dân số năm 1999 là 2.782 người, mật độ dân số đạt 518 người/km².